# Line producer
De line producer is tijdens de productiefase van een film of televisieserie verantwoordelijk voor de financiële gang van zaken. Daarnaast gaat deze persoon ook over onder andere het personeelsbeleid en de verzekeringen. De line producer staat in rang boven de uitvoerend producent en heeft de financiële eindverantwoordelijkheid.
In de meeste gevallen wordt de line producer naar het einde van de ontwikkelingsfase van een televisie- of filmproject ingehuurd. Deze werkt dan mee aan het budgetteren van de productie en houdt gedurende de productie het budget nauwlettend in het oog.